# لکنات
لکنات (به لاتین: Lekhnath) یک شهرداری در نپال است که در گانداکی پرادش واقع شده‌است. لکنات ۱۲۳٫۱۱ کیلومتر مربع مساحت و ۷۱٬۴۳۴ نفر جمعیت دارد.